# 女占い師 (カラヴァッジョ)
『女占い師』（おんなうらないし、伊: Buona ventura、仏: La Diseuse de bonne aventure、英: The Fortune Teller）は、17世紀イタリア・バロック期の巨匠ミケランジェロ・メリージ・ダ・カラヴァッジョがキャンバス上に油彩で制作した絵画である。画家が故郷のロンバルディアからローマにやってきてすぐの20代前半に描かれたもので、北イタリアの半身風俗画の系譜をひく。2点のヴァージョンがあり、ローマのカピトリーノ美術館にある作品は1596-1597年ごろに、パリのルーヴル美術館にある作品は1595-1598年ごろに制作されたと考えられる。しかし、ルーヴル美術館の作品の方が先に描かれたと主張する研究者もいる。なお、『女占い師』は、キンベル美術館 (フォートワース) 所蔵の『トランプ詐欺師』の対作品として制作されたとする見方もある。 

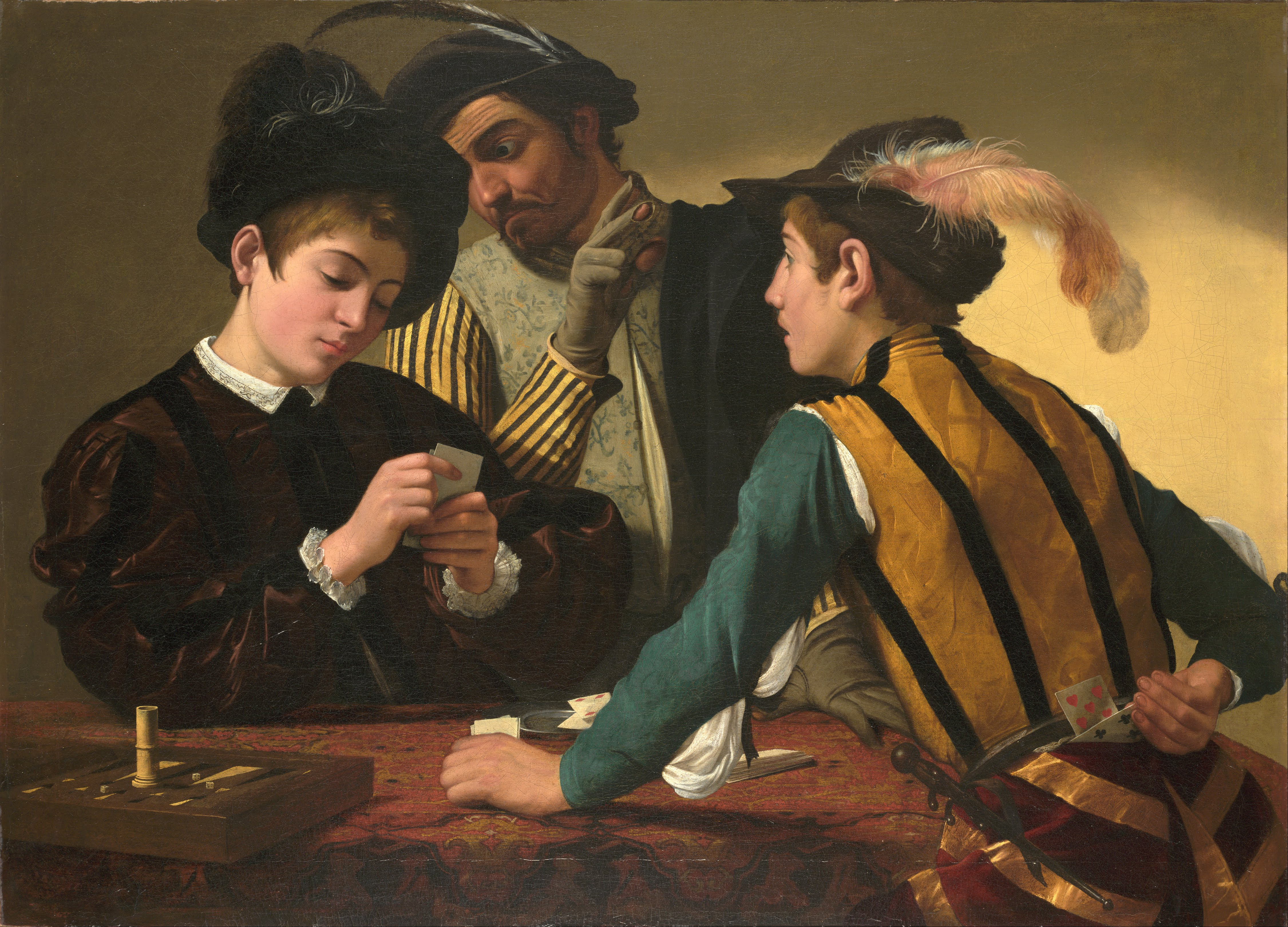
カラヴァッジョ『トランプ詐欺師』 (1594年ごろ)、キンベル美術館、フォートワース

## 主題
カラヴァッジョと同時代の美術通の医師ジュリオ・マンチーニは、この絵画について「ジプシー女は狡猾さを示し、作り笑いを浮かべて若者の指輪を抜こうとしている。素朴な若者は彼女の愛らしさに夢中になり、ジプシー女は占いをしながら指輪を抜く」と説明している。鑑賞者もまた、画中の若い貴族の男と同様に女の色香漂う視線に引き寄せられる。
当時の人々は、ジプシーといえば占いと盗みを連想するのが常であった。16世紀末から17世紀前半にかけて、「ツィンガレスケ」 (「ツィンガラ」はジプシー女を意味する) と呼ばれる民衆詩が流行したが、それらでジプシー女はよく知られた登場人物であり、なじみのテーマであった。また、当時のローマには巡礼者とともに、乞食、スリ、ペテン師、娼婦、ジプシー、大道芸人、賭博師などもやってきて、治安が悪かった。「女占い師」のモティーフが人気を博したのは、このような社会情勢のためでもあった。カラヴァッジョは、このモティーフを初めて絵画にした。当時、このような風俗を描いた絵画は珍しかったが、カラヴァッジョ以降、ローマで流行することになる。
この絵画は『トランプ詐欺師』同様、世間知らずの若者が陥る危険を扱っており、道徳的な教訓を含んでいると受け取られた。教会や親の指導を仰がずに、行きずりの占い師などに相談するような若者は罰を受けなければならず、身ぐるみ剥がされるという教訓である。

## 概要
美術理論家ジョヴァンニ・ピエトロ・ベッローリは、この絵画が生まれた経緯について述べている。彼によると、カラヴァッジョは天性に従って古代やラファエロの作品には見向きもせず、むしろ軽蔑して、自然を写すことに没頭した。それで、古代の優れた彫刻を学ぶように勧められても、自然は十分すぎるほど師を用意しているといわんばかりに、群衆を指さすだけで何もいわなかった。そして、このことを裏づけるように、彼は偶然通りかかったジプシー女を呼び止めて宿屋に連れていき、彼女たちがよくやるように運命を占う仕草で描いた。そして、そこに1人の若者を描き加えた。ベッローリは、さらに「若者は手袋をはめた手を剣の上に置き、もう一方のむき出しの手をジプシー女に差し出している。女はその手をとり、手相を調べている。この2つの半身像に、ミケーレ (カラヴァッジョ) は真実をありのまま盛り込んだので、それは彼の言葉を確実なものとした」と続けている。

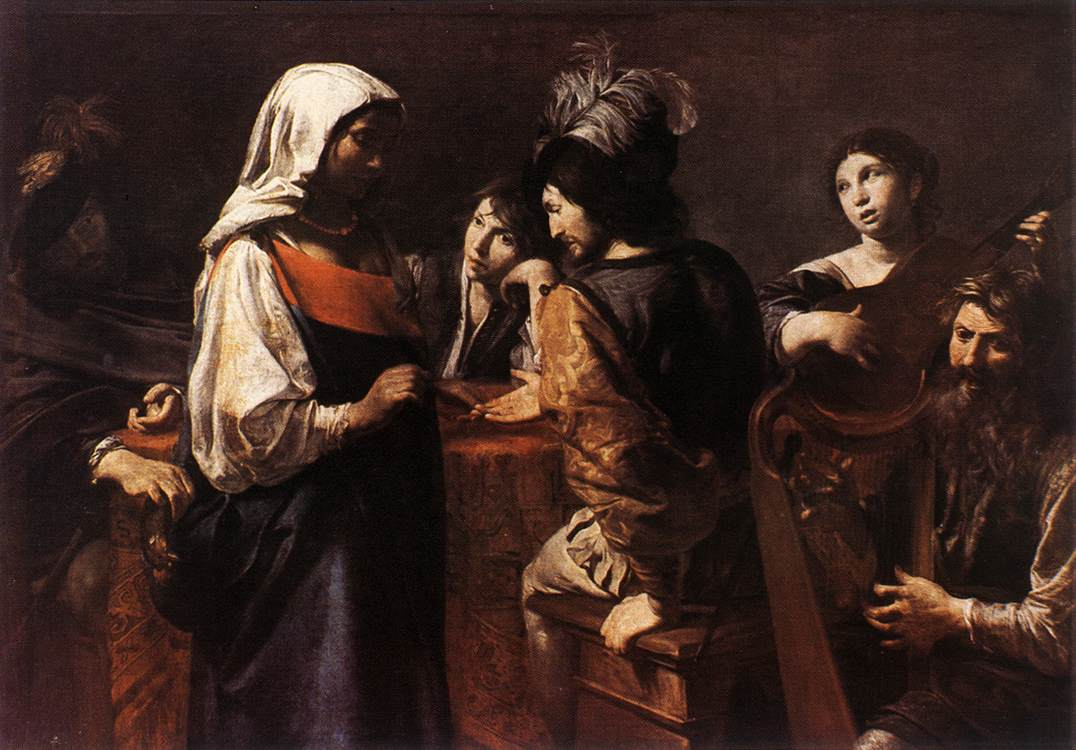
ヴァランタン・ド・ブーローニュ『女占い師』 (1626-1628年ごろ)、ルーヴル美術館、パリ

とはいえ、カラヴァッジョの『女占い師』に描かれる女占い師は路上にいる現実のジプシーではない。ヴァランタン・ド・ブーローニュの『女占い師』 (ルーヴル美術館、パリ) などを見ればわかるように、現実のジプシー女はもっと野卑でみすぼらしい格好をしていた。ジプシー女の特徴はターバンとショールであるが、カラヴァッジョの女占い師が身に着ける服は舞台衣装のようである。また、この絵画の若者も女占い師も実際のモデルから描かれたとしても、ありのままを写したというより、ある種典型化されたもののように見える。
しかし、この絵画は現実の生活を取材した場面のような印象を与える。鮮やかな表情の描写、劇的なキアロスクーロ、ほとんど画面から突出しているように見える若者の剣の柄などによって迫真性が強調されている。

## 2点のヴァージョン

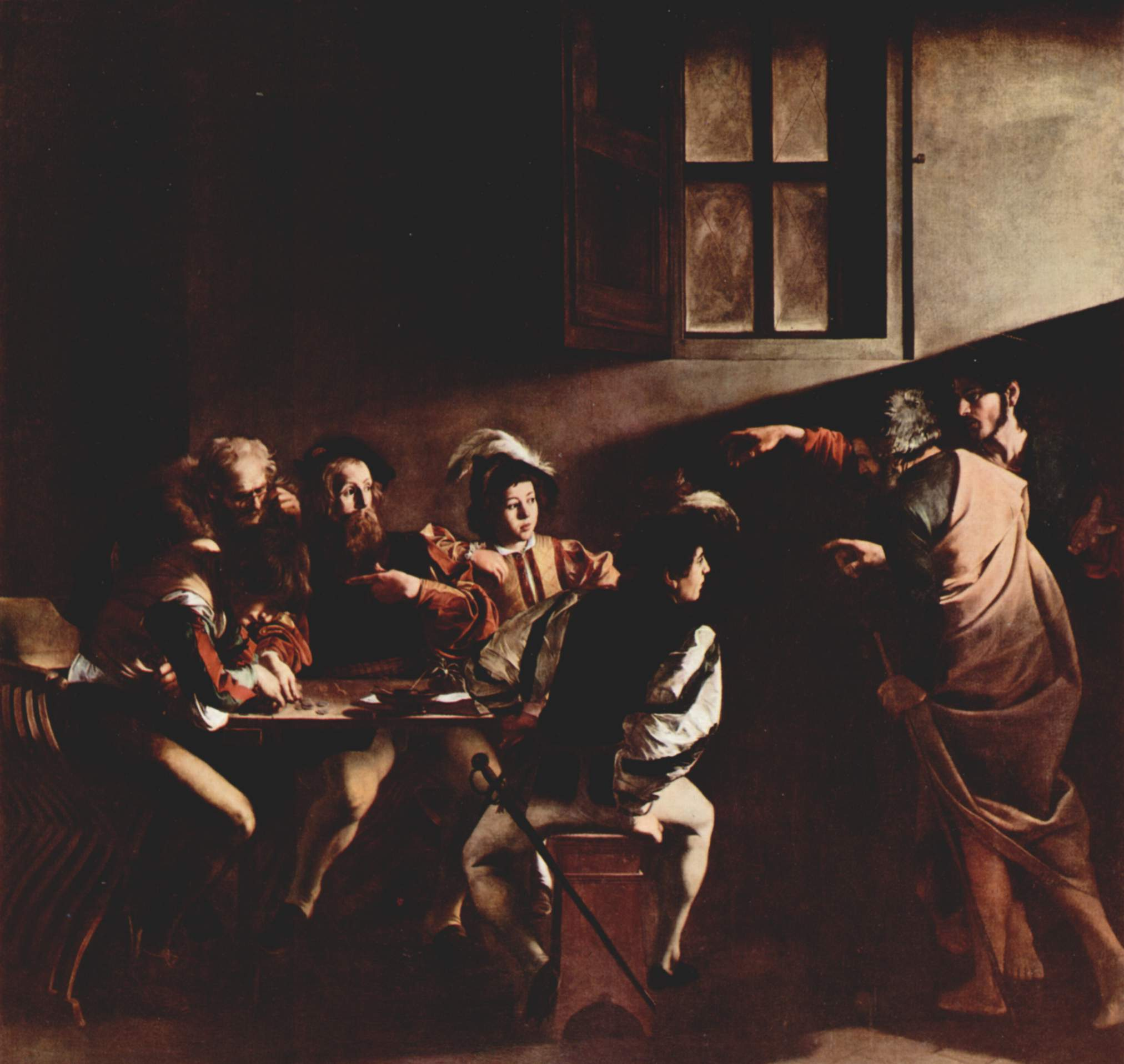
カラヴァッジョ『聖マタイの召命』 (1599-1600年)、サン・ルイジ・デイ・フランチェージ教会、ローマ

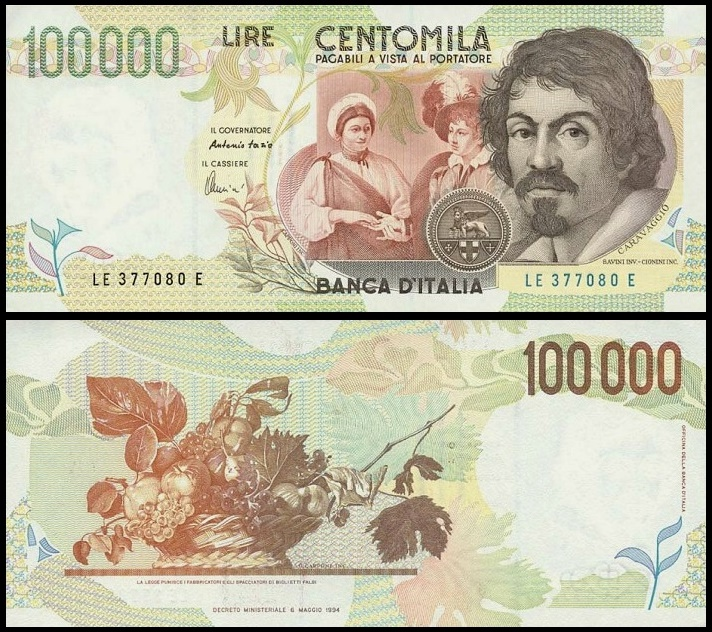
カラヴァッジオと『女占い師』がデザインされていた10万リラ紙幣

カピトリーノ美術館とルーヴル美術館に所蔵される2点のヴァージョンについては、さまざまな議論がなされてきた。その結果、現在では多くの美術史家が2点ともオリジナルであるということで合意しており、やや稚拙なカピトリーノ美術館のヴァージョンが先に制作されたと考えられている。しかし、度重なる修復が施されているカピトリーノ美術館の作品は完全なカラヴァッジョの真筆ではなく、プロスぺロ・オルシとの共同制作ではないかと考える研究者もいる。一方、ルーヴル美術館の作品は完成度が高く、背後に射す光の線が空間の広がりを感じさせる。いずれにしても、カラヴァッジョは類似した設定で、モデルの人物を変えて描いたようである。ちなみに、ルーヴル美術館の豊頬の若者は画家マリオ・ミンニーティであり、ウフィツィ美術館 (フィレンツェ) の『バッカス』やサン・ルイジ・デイ・フランチェージ教会 (ローマ) の『聖マタイの召命』にも登場する。
カピトリーノ美術館の作品は対作品と考えられる『トランプ詐欺師』同様、印章や資料からフランチェスコ・マリア・デル・モンテ枢機卿が所有していた絵画だと考えられる。この絵画のX線画像を見ると、画面の下に聖母マリアの顔が浮かび上がり、使い古しのキャンバスを再利用した絵画であることがわかる。
一方、上述のマンチーニによれば、カラヴァッジョはルーヴル美術館のヴァージョンをファンティーノ・ペトリニャーニから提供された仕事場で描いたが、この絵画を購入したのはピエトロ・ヴィットリーチェ (Pietro Vittrice) であったと考えられる。後に、この絵画を含むヴィットリーチェ家のコレクションは、教皇インノケンティウス10世を輩出したパンフィーリ家の手中に帰した。そして、1665年に彫刻家ジャン・ロレンツォ・ベルニーニがルーヴル宮殿設計のためにフランス王ルイ14世に招かれた時、パンフィーリ家の土産として王に贈られた。18世紀末に、絵画は王室コレクションからルーヴル美術館に移された。